# ملکه برفی (فیلم ۲۰۰۲)
 ملکه برفی (به فارسی: Snow Queen) یک فیلم ساخته شده برای تلویزیون در سال ۲۰۰۲ است که توسط کمپانی هالمارک و به کارگردانی دیوید وو بر اساس داستان "ملکه برفی" هانس کریستین اندرسن ساخته شده‌است. این فیلم بریجتت فوندا را به عنوان شخصیت اصلی و چلسی هابز به عنوان قهرمان داستان، گردا، بازی می‌کنند. این فیلم در ابتدا از کانال هالمارک به عنوان یک مینی سریال دو قسمتی پخش شد؛ اما از آن زمان، به عنوان یک فیلم کامل در دی وی دی در ایالات متحده اکران شد. DVD در تاریخ ۹ نوامبر ۲۰۰۹ و در استرالیا در ۲ سپتامبر ۲۰۱۱ در انگلستان منتشر شد. این آخرین نقش بازیگری بریجت فوندا قبل از بازنشستگی بود.

## بازیگران
- بریجت فوندا به عنوان ملکه برفی
- چلسی هابز به عنوان گردا
- جرمی گیلبرت به عنوان کای پارکر
- رابرت ویزدن در نقش ولفگانگ
- واندا کان به عنوان مینا
- مگان بلک به عنوان دزد دختر
- جنیفر کلمنت به عنوان جادوگر بهار
- کیرا کلیول به عنوان شاهزاده خانم تابستانی
- سوزی یواخیم به عنوان سارقان پاییزی
- دانکن فریزر به عنوان شهردار
- راشل هایوارد به عنوان امی
- جسی بورگستروم به عنوان گردا ۸ ساله
- رابرت دی. جونز به عنوان کشیش
- الکساندر هوی به عنوان چن
- ترور هویبک به عنوان گروهبان-در-اسلحه
- جان دیسانتیس به عنوان شیطان

## جزئیات تولید
- صحنه‌های این شهر، در فورت استیل، بریتیش کلمبیا، یک شهر تاریخی در بریتیش کلمبیای کانادا فیلمبرداری شد.
- فضای داخلی هتل خرس سفید، مجموعه‌ای بود که در صحنه‌ی صدا ساخته شده بود، همان مجموعه برای صحنه‌های بعدی در برف مصنوعی پوشیده شده است.

## جوایز
جوایز ساترن (۲۰۰۳)
- بهترین نمایش تلویزیونی مجرد - نامزد شده

جوایز انجمن سینماگران کانادا (۲۰۰۳)
- بهترین فیلمبرداری درام در تلویزیون - برنده شد

جوایز لئو (۲۰۰۳)
- بهترین عملکرد زن نقش اصلی در فیلم درام بلند (چلسی هابز) - نامزد شده
- بهترین صدا در درام بلند - نامزد شده